# Weihetag der Lateranbasilika

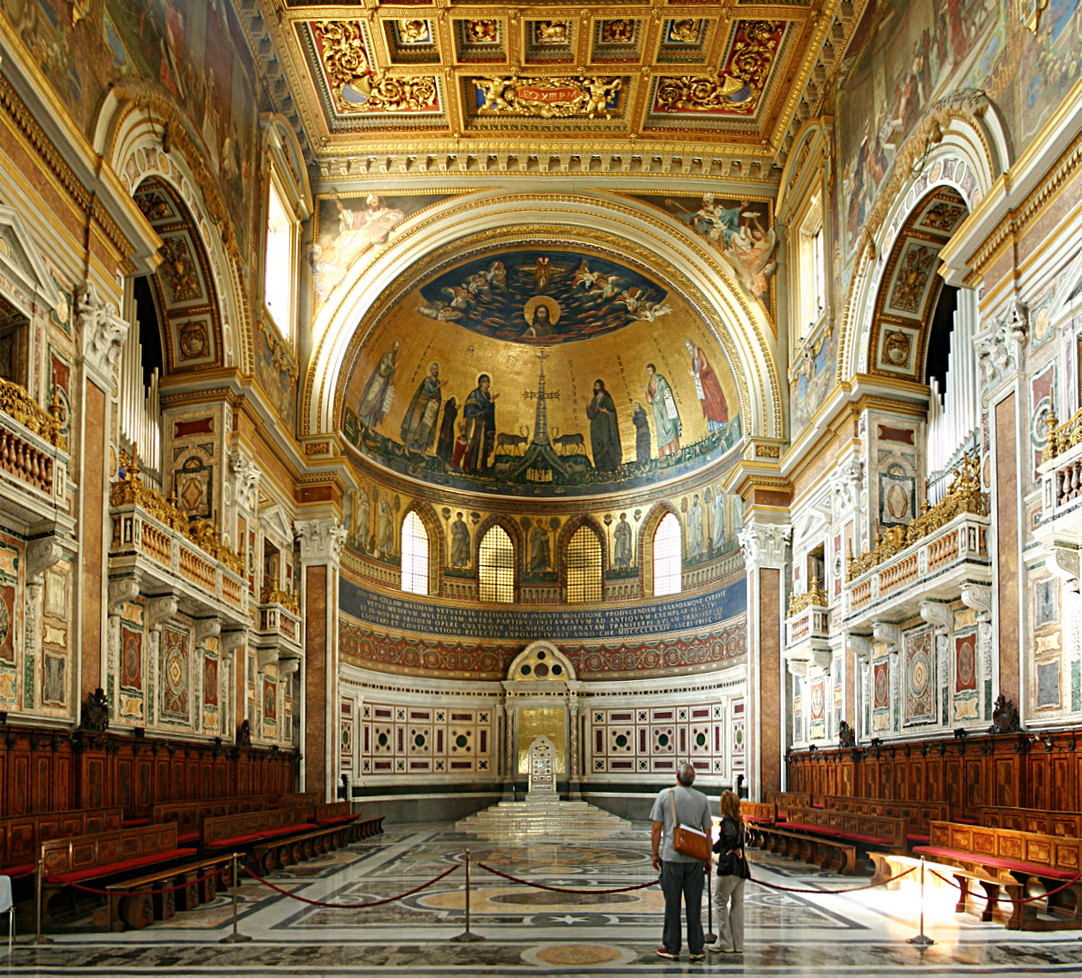
Die Apsis der Lateranbasilika mit der Kathedra

Der Weihetag der Lateranbasilika ist ein liturgisches Fest im Römischen Generalkalender. Da das Fest dieser Kirchweihe in der liturgischen Ordnung den hohen Rang eines Herrenfestes hat, verdrängt es in Jahren, in denen es auf einen Sonntag fällt, den Sonntag im Jahreskreis.
Die dem allerheiligsten Erlöser und seit dem 12. Jahrhundert auch dem heiligen Johannes dem Täufer geweihte Lateranbasilika ist die älteste Papstkirche und führt den Titel „Mutter und Haupt aller Kirchen des Erdkreises“, wie die Inschrift über dem Giebel an der Ostfassade der Basilika besagt (OMNIVM VRBIS ET ORBIS ECCLESIARVM MATER ET CAPVT). Die Lateranbasilika gehört zu den sechs Patriarchalbasiliken (Basilica maior), von denen sich vier in Rom befinden.
Kaiser Konstantin der Große schenkte den Lateranpalast der Kirche. In diesem Palast residierten die Päpste vom 4. bis zum 14. Jahrhundert. Die anliegende Basilika wurde von Konstantin errichtet und im Jahr 324 von Papst Silvester I. geweiht. Der genaue Tag ist nicht belegt, traditionell wurde gemäß der Überlieferung der 9. November als Weihetag begangen. Durch Brände, Erdbeben und Plünderungen wurde die Kirche im Laufe der Jahrhunderte wiederholt beschädigt, aber immer wieder instand gesetzt. Benedikt XIII. konsekrierte die Lateranbasilika am 28. April 1726 nach größeren Restaurierungsarbeiten erneut und bestätigte den 9. November als Weihetag der Basilika.